# Perla (Arkansas)
Perla – miasto w Stanach Zjednoczonych, w stanie Arkansas, w hrabstwie Hot Spring.